# الطب الوقائي (مجلة)
الطب الوقائي هو مجلة طبية مراجعة من قبل الأقران نشرتها شركة اليسفيير منذ عامِ 1972م. وتتناول جميع جوانب الطب الوقائي والصحة العامة. المحررة الرئيسية هي لويسا.ن. بوريل (جامعة مدينة نيويورك).  ومحررها المؤسس هو ( (إرنست ويندر) )

## الاختصار والفهرس
يتم استردادُ المجلة وتصنيفها في EMBASE، Scopus، مؤشر الاقتباس العلمي، المحتوى الحالي / الطب السريري، BIOSIS Previews ، و Index Medicus //MEDLINE / PubMed. كان عامل تأثيره في عامِ 2014م 3.086 ، مما يضعُها في المرتبةِ 25 من بينِ 153 مجلة في فئةِ "الطب العام والباطني"  والمركز 31 من بين 162 مجلة في الفئة "الصحة العامة والبيئية والمهنية". 

## الإشارات
1. 1 2 3  مذكور في: بوابة الرقم الدولي الموحد للدوريات. الرَّقم التَّسلسليُّ المِعياريُّ الدَّوليُّ (ISSN): 0091-7435. الناشر: ISSN International Centre. لغة العمل أو لغة الاسم: الإنجليزية.
2. 1 2 3 4  مذكور في: بوابة الرقم الدولي الموحد للدوريات. الرَّقم التَّسلسليُّ المِعياريُّ الدَّوليُّ (ISSN): 1096-0260. الناشر: ISSN International Centre. لغة العمل أو لغة الاسم: الإنجليزية.
3. ↑  "Preventive Medicine Editorial Board". Elsevier. مؤرشف من الأصل في 2022-08-18. اطلع عليه بتاريخ 2023-09-13.
4. ↑  "Journals Ranked by Impact: General and Internal Medicine". 2014 Journal Citation Reports (ط. Science). تومسون رويترز. 2015. {{استشهاد بكتاب}}: تجاهل المحلل الوسيط |صحيفة= (مساعدة)
5. ↑  "Journals Ranked by Impact: Public, Environmental, and Occupational Health". 2014 Journal Citation Reports (ط. Science). Thomson Reuters. 2015. {{استشهاد بكتاب}}: تجاهل المحلل الوسيط |صحيفة= (مساعدة)

- الموقع الرسمي